# اللص والكلاب (فلم)
اللص والكلاب فيلم مصري إنتاج عام 1962 مأخوذ عن رواية بنفس الاسم للكاتب نجيب محفوظ.

## الملخص
تدور أحداث القصة حول البطل الرئيسي للرواية سعيد مهران الذي يدخل السجن بفعل وشاية يقوم بها رجل اسمه عليش الذي بدوره يقوم بالزواج من زوجة سعيد بعد تطليقها منه
يخرج سعيد مهران من السجن فيجد العالم قد تغير والقناعات قد تبدلت. ويفاجأ أيضا بتنكر ابنته الصغيرة له لأنها لا تعرفه
ثم يلجأ إلى صديقه الصحفي القديم رؤوف علوان الذي بدل جميع ولاءاته وشعاراته فلم يظفر بغير النفور والأعراض وتأليب رجال الأمن عليه فيصطدم بهذا الواقع الاليم
ثم يتوجه كحل أخير للشيخ الجندي في صومعته ملتمسا ان ينشله من هذا المستنقع ولكن يفشل أيضا في الوصول إلى حل فيقرر الانتقام من الخونة وان يسترد سنوات عمره الضائع منه.
لقد كانت ازمة البطل منذ البداية، نابعة من تنكر الابنة وخيانة الزوجة وغدر الصديق.. سناء ونبوية وعليش، هم صناع هذه التركيبة النفسية المأزومة لبطل القصة. وتبدأ رحلة الانتقام عند سعيد مهران بعد ذلك.
عندما خذله الشرفاء انصفه غير الشرفاء، أنصفته نور (بائعة الهوى) عندما اتخذ من بيتها وقلبها مأوى له.. ومع ذلك فبقدر ما تذوق في رحابها طعم الوفاء تذوق مرارة الأزمة: خانته الزوجة ووفت له البغى.. أي مفارقة يعدها له القدر؟.. وعندما اهتز قلبه لأول مرة بعاطفة حقيقية نحو إنسانة وكانت هذه الإنسانة هي نور،!
في عملية المطاردة تبين أن القدر نفسه يقف في سخرية مريرة إلى جانب الكلاب فحين يتسلل سعيد مهران ليلا ليغتال صاحبه اللص الخائن عليش تفتك رصاصاته بمجهول بريء استأجر شقته من بعده وحين تسلل سعيد مهران ليلا ليغتال المصلح الاجتماعي الداعي رؤوف علوان تفتك رصاصاته بالبواب المسكين البريء. وهكذا يفر سعيد مهران وقد خابت كل آماله في تطهير الدنيا من الكلاب. ويبدأ بحث من نوع جديد، بحث المجتمع لهذا السفاح الجديد، فالشرطة وراءه لا تهدأ لأن هذا واجبها والرأي العام وراءه لا يهدأ لأن الصحافة تستثيره.

## شخصيات القصة الرئيسة
- سعيد مهران: لص شبه مثقف يدخل السجن وحين يخرج من السجن تبدأ مأساته فيجد أن زوجته التي طلقته وهو في سجنه قد خانته، وتزوجت من صديق له في عصابته.[1] ويجد أن ابنته الصغيرة سناء تنكره انكار الولد الذي لم ير أباه أبدا،
- رؤوف علوان: صحفي كان على علاقة صداقة قديمة مع سعيد مهران قبل أن يدخل السجن وفي أثناء دخول سعيد السجن تحدث تطورات لشخصية رؤوف الذي يصبح كاتبا صحفيا مرموقا بعد ذلك في إحدى الصحف
- نور: مومس يتعرف عليها سعيد مهران بعد سلسلة من الجرائم وتقوم بإيوائه في بيتها عند مطاردة الشرطة له.

## طاقم التمثيل
- شكري سرحان: (سعيد مهران)
- شادية: (نور)
- كمال الشناوي: (رؤوف علوان)
- فاخر فاخر: (الشيخ)
- سلوى محمود: (نبوية زوجة سعيد)
- صلاح منصور: (مسجون)
- عدلي كاسب: (المخبر حسب الله)
- زين العشماوي: (عليش سدرة)
- نظيم شعراوي: (مدير الأمن)
- صلاح جاهين: (المعلم طرزان)
- سمير صبري: (طالب)
- عبد البديع العربي
- إبراهيم فتيحة: (مسجون)
- كامل أنور: (صبي القهوة)
- عبد المنعم إسماعيل: (القهوجي)
- فيفي يوسف: (زميلة نور)
- مطاوع عويس: (مسجون)
- طوسون معتمد: (عسكري السجن)
- عباس الدالي: (عبد ربه السجان)
- سيد عبد الله: (استعلامات الجريدة)
- سميحة محمد: (جارة نور)
- صالح العويل: (عامل محطة البنزين)
- سعد منيب
- إكرام عزو: (الطفله سناء)
- لطفي الحكيم: (الساكن الجديد)
- عباس رحمي: (صديق رؤوف)
- فتحية علي: (طاهرة الغجرية)
- نصر سيف: (الزبون السكير)

## روابط خارجية
- مقالات تستعمل روابط فنية بلا صلة مع ويكي بيانات